# Call off the Search
A Call off the Search Katie Melua grúz születésű brit énekesnő debütáló albuma, amelyet 2003-ban adtak ki.

## Felvételek és megjelenés
A brit dalszerző és producer, Mike Batt feljegyezte Katie-t kiadójához, a Dramatico-hoz, miután a BRIT School for Performing Arts-on fellépett 2003 elején. Batt egy olyan fiatal művészt keresett, aki képes "dzsesszt és blues-t érdekesen előadni". Melua már ment is a stúdióba Batt-tel, aki a producere lett. Batt, John Mayall, Delores J. Silver, önmaga, Randy Newman, és James Shelton által írt dalokat vettek föl. A Faraway Voice című dalt Eva Cassidy énekesnőnek írta. A Belfast (Penguins and Cats) Katie Belfast-ban töltött gyerekkorára (családjával akkor költöztek oda, mikor 8 éves volt) utal – a "penguins" a protestánsokra, a "cats" a római katolikusokra.
A Call off the Search 2003. november 3-án jelent meg az Egyesült Királyságban. Elérte az első helyet az egyesült királysági slágerlistán 2004 januárjában, és 2004 júniásam bekerült az ausztráliai album chart-on a top húszba. 87 hétig benne volt az ARIA Top 100-ban. Az első kislemez, a The Closest Thing to Crazy, melyet Batt írt, bekerült a top ötbe Írországban, a top tízbe az Egyesült Királyságban, a top húszba Norvégiában, és a top ötvenbe Ausztráliában. A második kislemez a Call off the Search volt, amely Meluának meghozta a második egyesült királysági top húszat. A harmadik kislemez egy Mayall-feldolgozás volt, a Crawling up a Hill, melyet július 18-án adtak ki, s mely bekerült az első húszba az összesített dzsessz dalok slágerlistáján 2004 júliusában. Az albumból 1.2 millió példányt adtak el a kiadás első öt hónapjával együtt, és négyszer lett platinalemez. Az album öt hétig volt a slágerlisták élén.

## Dalok
1. Call off the Search (Mike Batt) – 3:24
2. Crawling up a Hill (John Mayall) – 3:25
3. The Closest Thing to Crazy (Batt) – 4:12
4. My Aphrodisiac Is You (Batt) – 3:34
5. Learnin' the Blues (Delores J. Silver) – 3:23
6. Blame It on the Moon (Batt) – 3:47
7. Belfast (Penguins and Cats) (Katie Melua) – 3:21
8. I Think It's Going to Rain Today (Randy Newman) – 2:30
9. Mockingbird Song (Batt) – 3:06
10. Tiger in the Night (Batt) – 3:07
11. Faraway Voice (Melua) – 3:13
12. Lilac Wine (James Shelton) – 6:42

## Munkatársak
- Katie Melua – ének, akusztikus gitár
- Mike Batt – hammond orgona, zongora
- Jim Cregan – gitár
- Tim Harries – basszusgitár
- Chris Spedding – gitár
- Michael Kruk – dob
- Henry Spinetti – dob
- The Irish Film Orchestra
- Mike Batt – producer
- Simon Fowler – fénykép
- Michael Halsband – borító kép

## Slágerlisták
| Lista (2003/2004)                     | Helyezés |
| ------------------------------------- | -------- |
| Ausztrália                            | 13       |
| Dánia                                 | 1        |
| Írország                              | 2        |
| Franciaország                         | 41       |
| Németország                           | 8        |
| Olaszország                           | 59       |
| Japán                                 | 5        |
| Hollandia                             | 6        |
| Új-Zéland                             | 4        |
| Norvégia                              | 2        |
| Lengyelország                         | 19       |
| Svájc                                 | 29       |
| Svédország                            | 22       |
| Egyesült Királyság                    | 1        |
| U.S. Billboard Top (kortárs jazz)     | 3        |
| U.S. Billboard 200                    | 161      |
| U.S. Billboard Top Heatseekers (U.S.) | 7        |